# Nationaal Park Orlovskoje Polesje
Nationaal Park Orlovskoje Polesje (Russisch: Национальный парк «Орловское полесье») is gelegen in het noordwesten van de oblast Orjol in Europees Rusland. De oprichting tot nationaal park vond plaats op 9 januari 1994 per decreet (№ 6/1994) van de regering van de Russische Federatie. Het doel van de oprichting is om de unieke delen van de Russische zuidelijke taigazone te beschermen. Nationaal Park Orlovskoje Polesje heeft een oppervlakte van 777,45 km².

## Klimaat
Het grondgebied van Nationaal Park Orlovskoje Polesje kent een gematigd landklimaat. Dit wordt gekenmerkt door koude winters en warme, vochtige zomers. De gemiddelde hoeveelheid jaarlijkse neerslag ligt op 570 à 580 mm, waarvan meer dan de helft in de warme maanden valt. De vorstvrije periode duurt gemiddeld 255 dagen. De heropleving van de vegetatie begint vanaf midden april en eindigt in de eerste helft van oktober.

## Flora
Het gebied bestaat uit naald- en gemengde bossen, afgewisseld met bossteppevegetatie. De belangrijkste bosvormende soorten zijn de grove den (Pinus sylvestris), fijnspar (Picea abies), zomereik (Quercus robur), ruwe berk (Betula pendula), winterlinde (Tilia cordata), esp (Populus tremula) en Noorse esdoorn (Acer platanoides). Er zijn 925 vaatplanten vastgesteld, waartussen zich 23 bevinden die op de rode lijst van bedreigde soorten van Oblast Orjol, zoals dennenwolfsklauw (Huperzia selago), kleine wolfsklauw (Lycopodium tristachyum), daslook (Allium ursinum), Siberische lis (Iris sibirica), holwortel (Corydalis cava) en grootbloemig vingerhoedskruid (Digitalis grandiflora). Ook zijn er vier soorten vastgesteld die op de nationale rode lijst van bedreigde soorten staan. Hieronder vallen de kievitsbloem (Fritillaria meleagris), kapjesorchis (Neottianthe cucullata), smalle orchis (Dactylorhiza traunsteineri) en bosorchis (Dactylorhiza fuchsii).

## Fauna

Een volwassen wisent in gezelschap van enkele wilde zwijnen.

Nationaal Park Orlovskoje Polesje is ook de thuisbasis van zeker 270 gewervelde diersoorten, waarvan er 10 op de Russische rode lijst van bedreigde soorten staan, namelijk de wisent (Bison bonasus), Russische desman (Desmana moschata), grote rosse vleermuis (Nyctalus lasiopterus), zwarte ooievaar (Ciconia nigra), slangenarend (Circaetus gallicus), bastaardarend (Clanga clanga), schreeuwarend (Clanga pomarina), middelste bonte specht (Dendrocopos medius), klapekster (Lanius excubitor) en zwarte apollovlinder (Parnassius mnemosyne). Algemenere, maar desalniettemin interessante soorten zijn bijvoorbeeld het wild zwijn (Sus scrofa), bever (Castor fiber), wolf (Canis lupus), zwarte specht (Dryocopus martius) en kleine vliegenvanger (Ficedula parva).

### Wisent
Een van de belangrijkste activiteiten binnen het nationale park is het vormen van een stabiele populatie wisenten (Bison bonasus). Deze zijn in 1996 in het gebied geherintroduceerd en tegenwoordig bevindt zich hier de grootste wisentpopulatie binnen het Centraal Federaal District van Rusland. In 2015 werd vastgesteld dat het gebied circa 350 wisenten huisvest.